# مطبخ مولدوفي

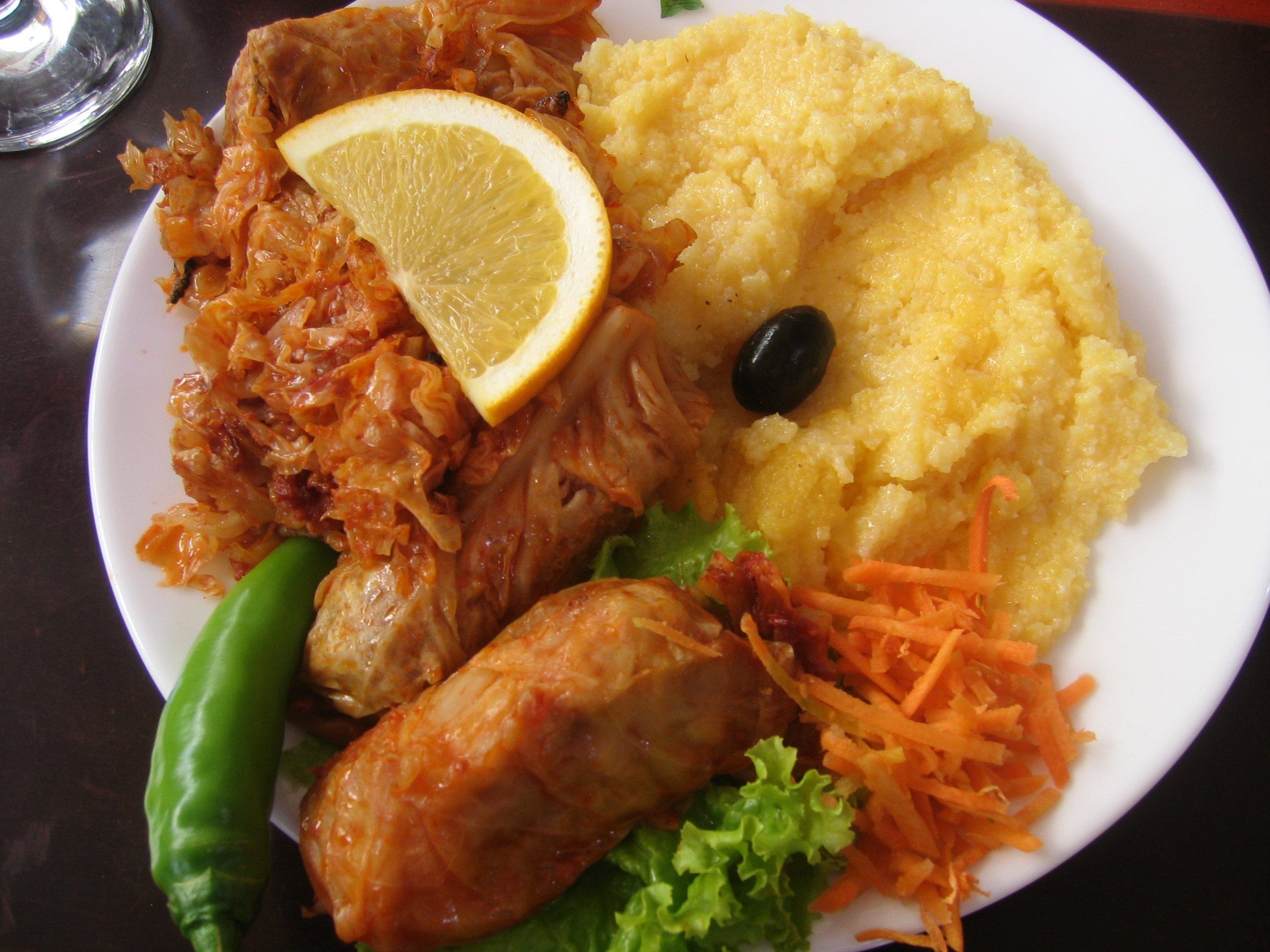
طبق مولدوفي شعبي من السارمالي (لفائف الكرنب المحشوة)، مع مخلل الملفوف وماماليغا

المطبخ المولدوفي هو المطبخ المرتبط بشعب مولدوفا. وهو يتألف بالأساس من عناصر مثل أنواع مختلفة من اللحوم والبطاطس والملفوف ومجموعة متنوعة من الحبوب. المطبخ المحلي يشبه إلى حد كبير المطبخ الروماني، كما يستلهم عناصر من مطابخ أخرى في المنطقة، بما في ذلك المطبخ اليوناني والبولندي والأوكراني والروسي، مع تأثير كبير تركه المطبخ العثماني.
نظراً لأن مطبخ مولدوفا يشترك مع بلد آخر، ألا وهو المطبخ الروماني، فهناك أوجه تشابه بين هذين المطبخين في البلدين الناطقين بالرومانية.

## نظرة عامة
تنتج التربة الخصبة في مولدوفا (التربة السوداء [الإنجليزية]) كميات وفيرة من العنب والفواكه والخضروات والحبوب واللحوم ومنتجات الألبان، والتي تستخدم جميعها في المطبخ الوطني. وتسمح التربة السوداء الخصبة جنباً إلى جنب مع استخدام الأساليب الزراعية التقليدية بزراعة مجموعة واسعة من الأطعمة في مولدوفا.

## الأطباق
ربما يكون الطبق المولدوفي الأكثر شهرة هو أيضاً الطبق الروماني المعروف، ماماليغا [الإنجليزية] (عصيدة دقيق الذرة أو حساء الشعير). وهو طعام أساسي يشبه عصيدة الذرة على المائدة المولدوفية، ويُقدم كطبق جانبي لليخنات وأطباق اللحوم أو يُزين بالجبن القريش أو القشدة الحامضة أو قشر لحم الخنزير. تشمل التخصصات الإقليمية البرينزا [الإنجليزية] (الجبن المملح [الإنجليزية]) والفريبتورا (حساء لحم الضأن أو الماعز). ويصاحب النبيذ المحلي معظم الوجبات.
تجمع الأطباق المولدوفية التقليدية بين خضروات متنوعة، مثل الطماطم والفلفل الحلو والباذنجان والكرنب والفاصوليا والبصل والثوم والكراث. تُستخدم الخضراوات في السلطات والصلصات، كما تُخبز وتُطهى على البخار وتُخلل (باسم موراتوري [الإنجليزية]) أو تُملح أو تُتبل.
تشمل الأنواع المختلفة من البورش (سيوربا [الإنجليزية]) مجموعة واسعة من الحساء ذات المذاق الحامض المميز. قد تشمل هذه اليخنات اللحوم والخضروات أو الأسماك، وكلها تُخمر باستخدام البورش [الإنجليزية] (المصنوع تقليدياً من النخالة) أو عصير الليمون. يحظى حساء الدجاج باللحوم، المعروف باسم زاما (zeamă)، بشعبية كبيرة.